# Vadim Yusov
Vadim Ivanovich Yusov (Oblast de Leningrado, 20 de abril de 1929 — Moscou, 23 de agosto de 2013) foi um diretor de fotografia russo.
Fotografou a maioria dos filmes de Andrei Tarkovski. Foi o responsável por imagens como, por exemplo, "o beijo" do filme "A Infância de Ivan".